# Nguyễn Văn Cao (chính khách)
Nguyễn Văn Cao (sinh ngày 13 tháng 10 năm 1958) là một chính trị gia người Việt Nam. Ông từng là Chủ tịch Ủy ban nhân dân tỉnh Thừa Thiên Huế nhiệm kì 2016-2021.

## Xuất thân
Ông sinh ngày 13 tháng 10 năm 1958, quê quán ở thị trấn Sịa, huyện Quảng Điền, tỉnh Thừa Thiên Huế.

## Giáo dục
Ông có trình độ học vấn: kỹ sư xây dựng, cử nhân luật; cử nhân chính trị.

## Sự nghiệp
Chiều ngày 4 tháng 4 năm 2008, Hội đồng nhân dân tỉnh Thừa Thiên Huế đã bầu bổ sung ông làm Phó Chủ tịch Thường trực Ủy ban nhân dân tỉnh Thừa Thiên Huế. Trước đó, ông là Chủ tịch Ủy ban nhân dân thành phố Huế.
Từ tháng 5 năm 2010, ông được bầu làm Chủ tịch Ủy ban nhân dân tỉnh, Phó Bí thư Tỉnh ủy Thừa Thiên Huế nhiệm kì 2006-2010 
Tháng 9 năm 2010, Đại hội Đại biểu Đảng bộ tỉnh Thừa Thiên Huế lần thứ 14, nhiệm kỳ 2010-2015 (họp 4 ngày từ ngày 5 đến ngày 8) đã bầu ông làm Phó Bí thư Tỉnh ủy Thừa Thiên 
- Huế khóa 14.
Ngày 16 tháng 6 năm 2011, ông tái đắc cử chức vụ Chủ tịch Ủy ban nhân dân tỉnh Thừa Thiên Huế nhiệm kì 2011-2016 tại Kỳ họp thứ nhất của Hội đồng nhân dân tỉnh Thừa Thiên Huế khóa 6. Ngô Hòa, Lê Trường Lưu, Phan Ngọc Thọ tái đắc cử Phó Chủ tịch Ủy ban nhân dân tỉnh Thừa Thiên Huế nhiệm kì 2011-2016.
Ngày 29 tháng 6 năm 2016, ông tái đắc cử chức vụ Chủ tịch Ủy ban nhân dân tỉnh Thừa Thiên Huế nhiệm kì 2016-2021 tại Kỳ họp thứ nhất của Hội đồng nhân dân tỉnh Thừa Thiên Huế khóa 7. Bốn phó chủ tịch Ủy ban nhân dân tỉnh Thừa Thiên Huế nhiệm kỳ 2011-2016 gồm ông Phan Ngọc Thọ, Nguyễn Dung, Đinh Khắc Đính và Nguyễn Văn Phương đều tái đắc cử chức vụ phó chủ tịch Ủy ban nhân dân tỉnh Thừa Thiên Huế nhiệm kỳ 2016-2021.
Ngày 4 tháng 6 năm 2018, tại kì họp bất thường của Hội đồng nhân dân tỉnh Thừa Thiên Huế khóa 7, các đại biểu Hội đồng nhân dân tỉnh này đã thông qua nghị quyết miễn nhiệm chức danh Chủ tịch Ủy ban nhân dân tỉnh Thừa Thiên Huế đối với Nguyễn Văn Cao để ông cao nghỉ hưu trước 4 tháng. Người thay ông Cao là Phan Ngọc Thọ.